# Edición de genoma

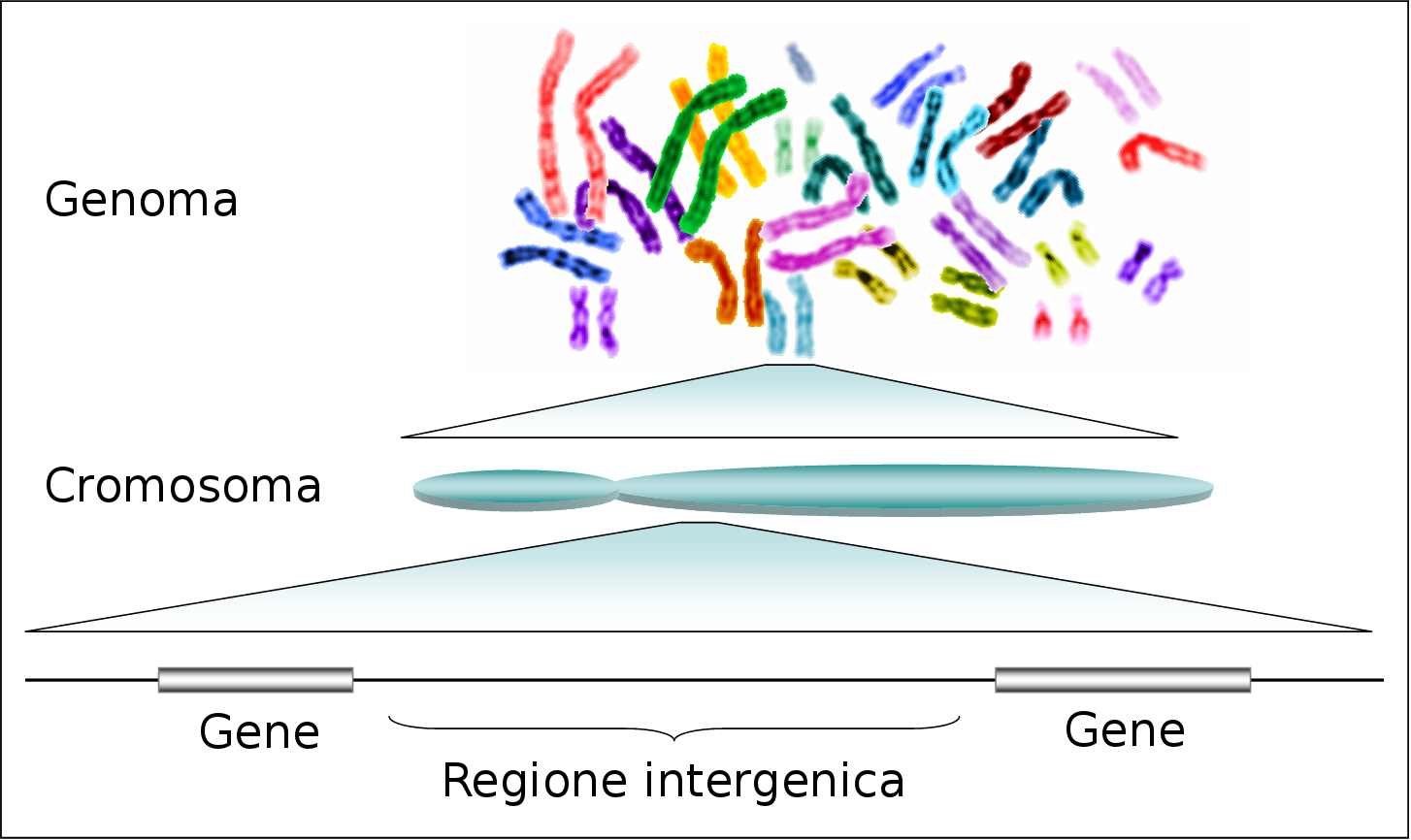
Representación del genoma humano.

La edición del genoma o edición genómica, también conocida como edición genética es un tipo de ingeniería genética en la que se realiza la manipulación, modificación o alteración directa de una secuencia de ADN en el genoma de una célula u organismo ya sea eliminando, insertando o reemplazando alguna secuencia de interés en su genotipo. Para este fin, se utilizan las nucleasas (denominadas “tijeras moleculares”), que son enzimas que hidrolizan o catalizan en la doble cadena de ADN y en un sitio específico del genoma mediante diversas técnicas de edición genómica como la herramienta CRISPR/Cas9. La edición del genoma también se refiere a un tipo de ingeniería genética por la cual secuencias del genoma pueden ser directamente manipuladas para crear un organismo genéticamente modificado.  Estados Unidos aprobó el primer tratamiento de edición genética para humanos. El tratamiento, llamado casgevy.

## Función de la edición del genoma
La edición del genoma funciona a partir del uso de enzimas llamadas nucleasas las cuales cortan el genoma de una parte muy específica. Las nucleasas se componen de dos partes: parte de nucleasas que cortan el ADN y otra parte dirigida al ADN, la cual está diseñada para guiar a las enzimas a una secuencia específica de ADN.
Después de cortar el ADN en un lugar específico, la célula naturalmente reparará el corte. Se puede manipular este proceso de reparación para hacer cambios (o “ediciones”) al ADN en esa ubicación en el genoma.

## Métodos para la  edición de genoma
Durante los últimos años se han desarrollado métodos para la edición del genoma de una manera precisa y ágil, actualmente se conocen tres métodos para realizar la edición de un genoma: ZNF, TALEN y CRISPR.
Los  tres métodos detonan una cualidad que tienen todas sus células, la cual consiste en reparar el ADN cuando se rompen las dos cadenas que lo conforman. Las metodologías de edición genómica desarrolladas hasta el momento se basan en la generación de un corte en las dos hebras de la doble hélice del ADN (llamado corte doble cadena, o double strand break, DSB) realizado en forma precisa y dirigida en la región a editar. Este corte es luego reparado por la célula que dispone, para esto, de dos mecanismos alternativos.

### Reparación de cadenas de ADN
Cuando se presenta esta peligrosa situación, la del corte en las hebras de la cadena de ADN, las células utilizan una de las dos opciones para lograr reparar los posibles daños: la primera se conoce como unión de extremos no homólogos y la otra, reparación asistida por plantilla.

#### Unión de extremos no homólogos
Es la vía de reparación preferencial, consiste en la recombinación no homóloga o unión de extremos no homólogos (cuya sigla en inglés es NHEJ por Non-homologous end-joining). Este mecanismo consiste en la simple unión de los extremos generados y típicamente introduce mutaciones adicionales al generar inserciones o selecciones en la zona de la unión. Lo que hace la célula es pegar a los extremos rotos del ADN unas proteínas específicas, las cuales se unen entre sí para acercar los extremos fracturados y pegarlos nuevamente; en caso de que sea necesario, incluso puede añadir unos cuantos nucleótidos —moléculas que son las unidades básicas de la estructura del ADN y el ARN— para resanar la fractura, acción que suele dejar una “cicatriz” (mutación) en el lugar de la unión.

#### Reparación asistida por plantilla
La segunda opción se utiliza cuando el cromosoma se rompe pero existe un segmento adicional de ADN que es idéntico en secuencia a uno y otro lado de la fractura; la célula utiliza este segmento como guía fiel para reparar el ADN. Esta vía también es llamada recombinación homóloga (cuya sigla en inglés es HR o HDR por Homologous recombination o Homology-directed repair) que puede utilizar como molde la región correspondiente del cromosoma homólogo o una molécula exógena de ADN provista para llevar a cabo la correcta unión de los extremos. El cromosoma así editado es luego heredado por las células hijas.

### Aplicación de los procesos de reparación en la edición de genoma
El truco que se utiliza para editar un genoma es simple en términos conceptuales: primero, se corta el ADN en el sitio deseado con una “tijera” molecular programable, y al mismo tiempo se introduce un ADN guía para engañar a las células y se utiliza esta plantilla para reparar el daño e introducir así todos los cambios deseados. El diseño de las tijeras moleculares programables es un triunfo de la ingeniería genética.

### Metodología ZFN y TALEN
Cada sistema de edición tiene su propio mecanismo de programación: en los sistemas ZFN y TALEN la misma proteína que actúa como tijera es la que se programa para que corte en un sitio predefinido.

### Metodología CRISPR
En contraste, el sistema CRISPR tiene dos componentes independientes: la proteína Cas9 que actúa como tijera y un pequeño ARN guía que le dice a Cas9 dónde ejercer su acción. La diferencia que tiene este sistema radica en que programar un ARN es mucho más fácil que programar una proteína, razón por la cual es el método que goza de mayor prestigio en la actualidad.

## Desafíos en la edición de genoma
Las técnicas de edición genómica para aplicaciones clínicas se enfrentan entonces a tres desafíos principales: 
1. Generar el DSB en forma eficiente y precisa, es decir en la secuencia que contiene la mutación o en la zona que se desea editar, y únicamente allí. Este desafío plantea uno adicional, que es el desarrollo de técnicas extremadamente sensibles para detectar si se generaron cortes no deseados (off-target) en otras regiones del genoma.
2. Conseguir una reparación correcta del DSB. Esto implica vencer la baja eficiencia de la vía HDR frente a la vía NHEJ y/o monitorear y seleccionar aquellas células en las que la reparación fue efectuada correctamente (la reparación por la vía NHEJ es frecuentemente utilizada en la investigación cuando se busca interrumpir un gen para estudiar su función, pero es inaceptable en las aplicaciones clínicas, a menos que el objetivo sea precisamente anular la función de un gen).
3. En el caso de la edición genómica para la obtención de embriones, lograr llevar a cabo la edición en un punto del desarrollo lo suficientemente temprano, de forma que todas las células del organismo posean la secuencia editada y no se generen organismos “mosaico”, donde algunas células porten la versión corregida pero otras conserven la versión original, mutada. Además del problema obvio de que algunas células mantendrían la mutación, la generación de organismos mosaico dificultaría considerablemente el diagnóstico genético preimplantatorio.

En las últimas décadas se han investigado y desarrollado distintas metodologías con el objetivo de superar estos desafíos, principalmente el primero: la capacidad de dirigir una nucleasa (las enzimas que cortan ácidos nucleicos) a una secuencia determinada del ADN, a elección del investigador. Esto representa, en otras palabras, la capacidad de diseñar una proteína, u otro tipo de molécula, capaz de encontrar eficientemente una aguja en un pajar. Entre ellas se encuentran las meganucleasas, las nucleasas efectoras tipo activador de transcripción (Transcription Activator-Like Effector Nucleases o TALENs) y las nucleasas con dominios de dedos de zinc (Zinc Finger Nucleases o ZFNs), actualmente testeadas en ensayos clínicos. Por supuesto, cada uno de estos métodos tiene sus limitaciones, incluyendo algunos efectos. Las técnicas de edición genómica se basan en la generación de un corte en las dos hebras de la doble hélice del ADN (corte doble cadena, o double strand break, DSB) realizado en la región del cromosoma a editar, para luego ser reparado por la célula a través de la vía de reparación por recombinación no homóloga o unión de extremos no homólogos (NHEJ, Non-homologous end-joining) o por recombinación homóloga (HDR, Homology-directed repair), utilizando como molde la región correspondiente del cromosoma homólogo o una molécula exógena de ADN provista, restricciones en cuanto a las secuencias que pueden ser reconocidas y el costo y la complejidad para desarrollar estas enzimas. Y entonces surgió CRISPR/ Cas9.

## Ética respecto a la edición del genoma
Los primeros en ver los beneficios de esta técnica de manipulación genética fueron los científicos, aquellos que pueden producir mutaciones de una forma más rápida y a un precio más accesible para usarse como modelo en la investigación. Sin embargo, las aplicaciones que tendrán mayor trascendencia biotecnológica serán aquellas relacionadas con la modificación de las plantas y de los animales que sirven de alimento. Todas las manipulaciones genéticas que originen organismos dotados de mayor productividad, más resistentes a las enfermedades o, en el caso de las plantas, que puedan soportar condiciones ambientales adversas como la sequía, los patógenos y las plagas, son o serán del interés tanto de los gobiernos como de las compañías privadas deseosas de explotar comercialmente estas nuevas capacidades. Numerosas universidades están trabajando en estos aspectos, pero las compañías privadas también han puesto ahí un dedo en el renglón.
Con la llegada de la técnica CRISPR-Cas9 puede decirse que se ha popularizado o “democratizado” el “tiro al blanco génico” (gene target). En efecto, mientras que la utilización de las meganucleasas necesitan 4-5 años de trabajo y un costo de 6.000 € para llevar a cabo una investigación de edición, las ZF nucleasas implican un costo 30.000 €, las TALEN implican un tiempo de 3-4 meses y un costo de 10.000 €, con la CRISPR-Cas9 se necesitan solamente 2-3 semanas de trabajo y un coste de 20-30 €.

## Premio Nobel de Química 2020
En 2020 el Premio Nobel de Química fue otorgado a las bioquímicas Emmanuelle Charpentier y Jennifer Doudna por el desarrollo de las "tijeras genéticas" CRISPR-Cas9. Gracias a este sistema los investigadores pueden realizar ediciones en el ADN de animales, plantas y microorganismos con una precisión extremadamente alta. Esta tecnología de edición genética que, en palabras de los académicos, "ha tenido un impacto revolucionario en el campo de la biomedicina" podría traducirse en el desarrollo de nuevas terapias contra el cáncer y llegar a curar enfermedades hereditarias. Esta tecnología ya se ha utilizado en el desarrollo de vacunas contra la COVID-19.